# Trò lừa bịp cây spaghetti

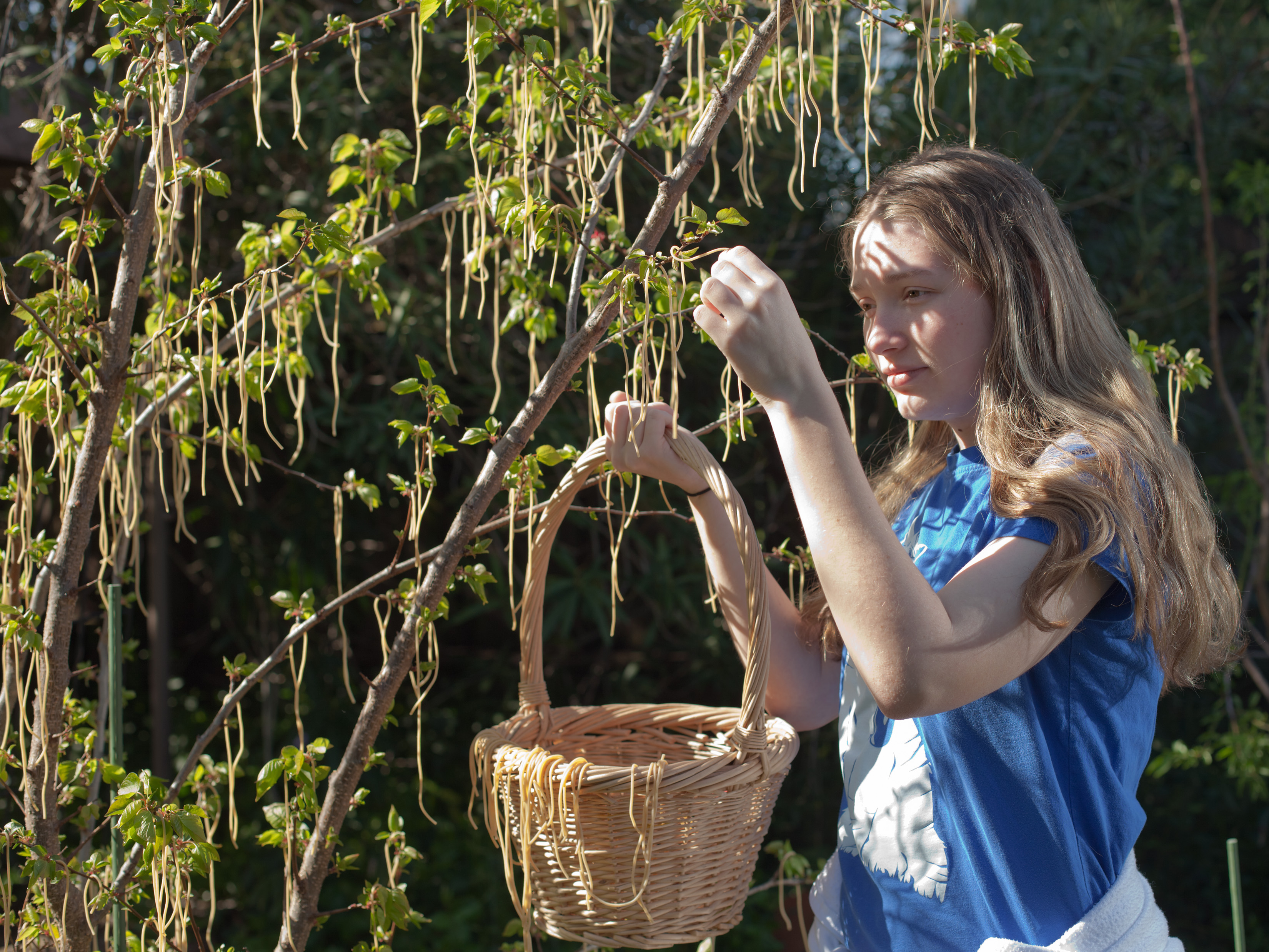
Bức ảnh người phụ nữ thu hoạch spaghetti, giả lập lại theo phóng sự của BBC.

Trò lừa bịp cây spaghetti là một phóng sự lừa bịp dài ba phút được phát sóng vào ngày Cá tháng Tư năm 1957 trong chương trình thời sự Panorama của BBC, cho thấy một gia đình ở miền nam Thụy Sĩ đang thu hoạch spaghetti trên "cây spaghetti" của họ. Tại thời điểm phát sóng, spaghetti tương đối ít được biết đến ở Anh, vì vậy nhiều người Anh không biết rằng nó được làm từ bột mì và nước; một số khán giả sau đó đã liên hệ với BBC để xin lời khuyên về cách trồng cây spaghetti. Nhiều thập kỷ sau, CNN gọi buổi phát sóng này là "trò lừa bịp lớn nhất mà bất kỳ cơ quan tin tức uy tín nào từng tạo ra". Trò lừa bịp cũng xuất hiện trong danh sách "Mười một trò lừa bịp khoa học tuyệt nhất" của tạp chí khoa học New Scientist vào năm 2008.

## Phát sóng

Ảnh chụp màn hình lấy từ phóng sự gốc.

Phóng sự được sản xuất như trò đùa ngày Cá tháng Tư năm 1957, trong đó giới thiệu một gia đình ở bang Ticino, miền nam Thụy Sĩ đang thu hoạch vụ mì spaghetti bội thu sau mùa đông ôn hòa và loài "mọt spaghetti" bị tiêu diệt. Đoạn phim tường thuật lại "Lễ hội thu hoạch" truyền thống cũng được phát sóng, thảo luận về việc các nhà gây giống đã dành thời gian nghiên cứu để tạo ra những sợi mì spaghetti có độ dài hoàn hảo. Một số cảnh được quay tại nhà máy Pasta Foods (hiện đã đóng cửa) trên đường London, St Albans, ở Hertfordshire, và tại một khách sạn ở Castagnola, Thụy Sĩ.
Người quay phóng sự, Charles de Jaeger, nhớ lại câu chuyện khi các giáo viên tại trường học của ông ở Áo đã trêu chọc những bạn cùng lớp là ngu ngốc đến nỗi nếu có người nói spaghetti mọc trên cây, họ sẽ tin vào điều đó. Ông đã chia sẻ ý tưởng này với bạn của ông là David Wheeler, người sau này cũng viết kịch bản cho phóng sự, và cả hai sau đó giới thiệu ý tưởng đến biên tập viên của Panorama Michael Peacock. Peacock từng nói với BBC vào năm 2014 về việc ông đưa cho de Jaeger một khoản ngân sách 100 bảng Anh làm kinh phí. Nội dung trong phóng sự đã trở nên đáng tin cậy hơn nhờ giọng đọc của phát thanh viên nổi tiếng Richard Dimbleby lồng vào. Theo Peacock, Dimbleby thừa biết rằng họ đang sử dụng uy tín của mình để làm cho trò đùa thành công, và Dimbleby yêu thích ý tưởng đó cũng như háo hức thực hiện nó.
Tại thời điểm phát sóng, 7 trên số 15,8 triệu ngôi nhà (khoảng 44%) ở Anh đang có máy truyền hình. Mì pasta không phải là một món ăn phổ biến vào những năm 1950 ở Anh mà chỉ chủ yếu được biết đến thông qua các spaghetti sốt cà chua đóng hộp và được nhiều người coi là một món ngon xa lạ. Ước tính có khoảng tám triệu người xem chương trình này vào ngày 1 tháng 4 năm 1957; hàng trăm người gọi điện vào ngày hôm sau để đặt câu hỏi về tính xác thực của câu chuyện hay cách để có thể tự trồng cây spaghetti và BBC đã hướng dẫn họ "đặt một nhánh spaghetti vào hộp tương cà chua và chờ đợi kết quả".